# Bernard Dumont
Bernard Dumont (Ciney, 11 april 1948) is een Belgisch stripauteur, die bekend is onder zijn pseudoniem Bédu. Hij is de tekenaar van de strip De Psy. 

## Carrière
Bédu begon zijn carrière als assistent van striptekenaar Berck voor de stripreeksen Sammy en Lowietje. Hij ging aan de slag als zelfstandig tekenaar bij stripblad Kuifje waar hij verschillende reeksen tekende: Beany le raton (1975) en twee reeksen op scenario van Christian Blareau: Proffie (1978) en Ali Bamba (1980). De doorbraak van Bédu kwam er met de strip Hugo, waarvan tussen 1981 en 1990 afleveringen verschenen in Kuifje. In 1983 nam hij het tekenwerk over van de lopende stripreeks Clifton gecreëerd door Macherot. Hij deed dit eerst op scenario van Bob De Groot en vanaf 1989 nam hij ook de scenario's voor zijn rekening. Bij het opdoeken van Kuifje maakte Bédu de overstap naar stripblad Robbedoes/Spirou en uitgeverij Dupuis. Daar tekende hij tot 2019 de humorstrip De Psy op scenario van Raoul Cauvin.
- Bibliothèque nationale de France: cb120402731 (data)
- Gemeinsame Normdatei: 11529368X
- International Standard Name Identifier: 0000 0001 2023 9463
- Library of Congress Control Number: no2019093268
- Nationale Bibliotheek van Tsjechië: xx0212127
- Nederlandse Thesaurus van Auteursnamen: 069130604
- Système universitaire de documentation: 028599500
- Virtual International Authority File: 5657234